# Șota Ciocișvili
Șota Ciocișvili (n. 10 iulie 1950, Q12870435⁠(d), Republica Sovietică Socialistă Gruzină, URSS – d. 27 august 2009, Gori, Kartli Interior⁠(d), Georgia) a fost un judocan ce a reprezentat Uniunea Republicilor Sovietice Socialiste, medaliat olimpic. A participat la 2 ediții ale Jocurilor Olimpice (1972, 1976) în care a câștigat o medalie de aur și o medalie bronz.